# Europe
Europe je švédská rocková skupina založená v roce 1979 v Upplands Väsby zpěvákem Joeym Tempestem, kytaristou Johnem Norumem, baskytaristou Peterem Olssonem a bubeníkem Tonym Renem. Výrazného průlomu ve Švédsku dosáhli v roce 1982 vítězstvím v televizní soutěži Rock-SM (švédské rockové mistrovství); šlo o první ročník této soutěže a Europe se stali větší senzací než samotná soutěž.
Od svého vzniku Europe vydali jedenáct studiových alb, tři živá alba, tři kompilace a dvacet čtyři videoklipů. Současnou sestavu tvoří Tempest, Norum, baskytarista John Levén, klávesista Mic Michaeli a bubeník Ian Haugland.
V 80. letech se Europe proslavili po celém světě díky svému třetímu albu The Final Countdown z roku 1986. K roku 2003 kapela prodala 10 milionů alb po celém světě. Europe měli dvě alba v Top 20 hitparády Billboard 200 (The Final Countdown a Out of This World) a tři singly v Top 30 hitparády Billboard Hot 100 („The Final Countdown“, „Rock the Night“ a „Carrie“, která se umístila na 3. místě Billboard Hot 100).
V roce 1992 si Europe dali pauzu, dočasně se znovu sešli pro jednorázové vystoupení ve Stockholmu na Silvestra 1999 a v roce 2003 oznámili oficiální reunion. Od té doby kapela vydala šest alb: Start from the Dark (2004), Secret Society (2006), Last Look at Eden (2009), Bag of Bones (2012), War of Kings (2015) a Walk the Earth (2017).
V USA si Europe získali novou pozornost poté, co se v letech 2015–2016 objevili v reklamní kampani kabelové televize GEICO.

## Historie

### Začátky
Skupina byla založená roku 1979 pod názvem Force. První větší úspěch zaznamenala v roce 1982 na soutěži Rock-SM, které se účastnilo kolem 4000 kapel. Tuto soutěž díky skladbám "In the Future to Come" a "The King will Return" vyhrála a v průběhu soutěže si změnila název na Europe. O rok později vydali členové skupiny své první album Europe. Album bylo úspěšné především v rodném Švédsku a v Japonsku. Singl Seven Doors Hotel z tohoto alba se v japonské hitparádě dokonce dostal do první desítky. Po vydání druhého alba Wings of Tomorrow o rok později a hlavně singlu Open Your Heart začala skupina spolupracovat s nahrávací společností CBS. Kvůli turné k tomuto albu producent přijal klávesistu Mica Michaeliho, a Tonyho Rena pomocí dopisu ze skupiny propustil. Jeho náhradou byl Ian Haugland. V roce 1985 Europe vydali soundtrack ke švédskému filmu On the Loose, ze kterého vzešel hit Rock the Night.

### Světový úspěch

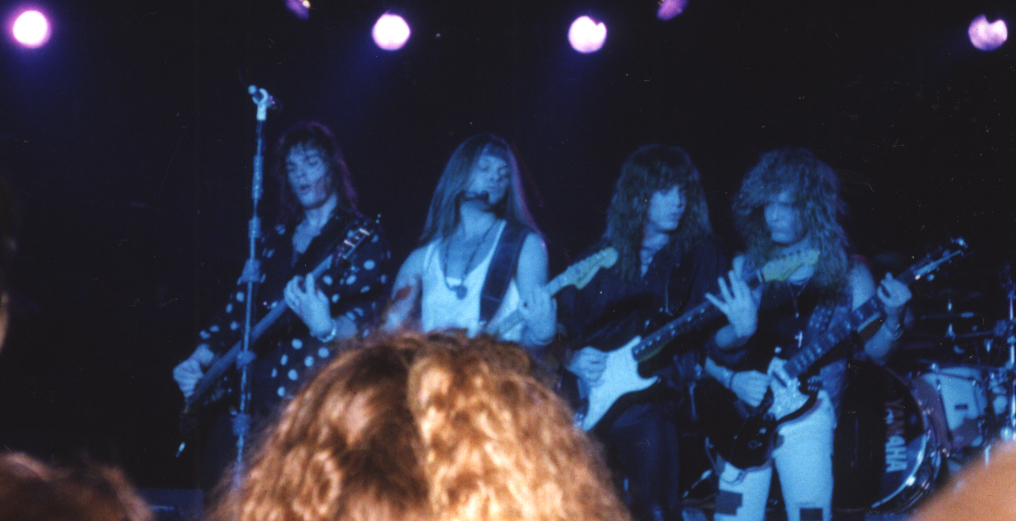
Europe v Hamburku v roce 1992

V září 1985 Europe začali nahrávat jejich třetí studiové album. Výsledkem byl The Final Countdown. Toto album zplodilo hned několik hitů, ale největším hitem byla bezesporu píseň The Final Countdown. Ta jim zajistila hudební nesmrtelnost. Okamžitě se vyšplhala na první příčku hitparád 26 zemí světa a celosvětově se prodalo více než 8 miliónů kopií. Ani další skladby z alba The Final Countdown si nevedly špatně. Například Carrie se dostala na třetí příčku americké hitparády. Kvůli novému směru kapely se na konci roku 1986 John Norum rozhodl opustit skupinu a vydal se na sólovou kariéru. Nahrazen byl Kee Marcelem ze Švédské skupiny Easy Action.
Roku 1988 skupina vydala album Out of This World s největším hitem Superstitous. Následující album Prisoners in Paradise nedostalo tak velkou pozornost v médiích díky rozmachu grunge hudby, a v roce 1992 se skupina rozpadla a její členové se věnovali sólovým projektům.
V roce 2004 se skupina zase dala dohromady a nahrála album Start from the Dark, po něm následovalo album Secret Society o němž sám Joey Tempest řekl že je to jedno z nejlepších alb skupiny. V prosinci 2008 skupina začala nahrávat nové album, které dostalo název Last Look at Eden. Vydáno bylo v září 2009 a vzešly z něho singly Last Look at Eden a New Love in Town.

## Europe v Česku
- 26. února 1992 – Tipsport arena – Praha (Prisoners in Paradise Tour)
- 3. července 2004 – Masters of Rock – Vizovice (Start from The Dark/Reunion Tour)
- 12. července 2009 – Masters of Rock – Vizovice (Tour 2009)
- 5. února 2010 – Masters of Rock Café – Zlín (Last Look at Eden Tour)
- 7. února 2010 – Roxy Club Prague – Praha (Last Look at Eden Tour)
- 4. září 2010 – Havířovské slavnosti – Havířov (Last Look at Eden Tour)
- 8. listopadu 2012 – Kulturní centrum Vltavská – Praha (Bag of Bones Tour)
- 3. května 2014 – Hutnické Dny – Třinec (Tour 2014)
- 14. června 2022 – O₂ universum – Praha (Whitesnake - Farewall Tour)
- 15. července 2023 – Masters of Rock – Vizovice

## Členové skupiny

### Současní členové
- Joey Tempest – zpěv (1979–1992; 1999; 2003–dosud)
- John Norum – kytara (1979–1986; 1999; 2003–dosud)
- John Levén – basová kytara (1981–1992; 1999; 2003–dosud)
- Mic Michaeli – klávesy (1984–1992; 1999; 2003–dosud)
- Ian Haugland – bicí (1984–1992; 1999; 2003–dosud)

### Bývalí členové
- Peter Olsson – basová kytara (1979–1981)
- Marcel Jacob – basová kytara (1981)
- Tony Reno – bicí (1979–1984)
- Kee Marcello – kytara (1986–1992; 1999)

## Diskografie
- Europe (1983)
- Wings of Tomorrow (1984)
- The Final Countdown (1986)
- Out of This World (1988)
- Prisoners in Paradise (1991)
- Start from the Dark (2004)
- Secret Society (2006)
- Last Look at Eden (2009)
- Bag of Bones (2012)
- War of Kings (2015)
- Walk the Earth (2017)